# Rho Aurigae
Désignations
Rho Aurigae (en abrégé ρ Aur) est une étoile binaire spectroscopique, de la constellation du Cocher. Sa magnitude apparente est de 5,21. D'après la mesure de sa parallaxe annuelle par le satellite Gaia, le système est situé à environ 192 pc (∼626 al) de la Terre.
Rho Aurigae a servi d'étoile de référence pour les étoiles de type B5 V.